# Kritisk punkt (termodynamik)

Fasdiagram för koldioxid; den kritiska punkten ligger vid slutet av gränslinjen mellan vätska och gas.

En kritisk punkt är de förhållanden (temperatur, tryck) bortom vilken skillnaden mellan vätska och gas upphör och ämnet blir superkritiskt. När en vätska hettas upp minskar dess densitet medan densiteten av ångan som bildas ökar. Vätske- och ångdensiteten kommer närmare och närmare varandra tills den kritiska temperaturen nås där de två densiteterna är lika och vätske-gas-linjen eller fasgränsen försvinner. 
Vattnets kritiska punkt är vid 647 K (374 °C) och 22,064 MPa (218 atm).
För till exempel akrolein ligger den kritiska punkten vid 233,85 °C och 51,6 kPa, d.v.s. vid ett tryck under det atmosfäriska trycket 101 kPa.